# Nacional Pescara
Nacional Pescara fou la marca dels automòbils fabricats a Barcelona entre 1929 i 1932 per l'empresa Fábrica Nacional de Automóviles, SA. Fundada el 1928 pel multimilionari argentí Raúl Pateras Pescara de Castelluccio (marquès de Pateras-Pescara, enginyer i inventor), l'empresa tenia la seu al número 81 del carrer Badal del barri de Sants.

## Història
Raúl Pateras Pescara (1890-1966) va créixer a l'Argentina, va estudiar a França i va exercir d'advocat a Itàlia. El 1911 va inventar un hidroavió llança-torpedes i més tard es va dedicar als helicòpters (el 1921 en va projectar un del tipus autogir) i als automòbils. Gran inventor, ideà l'anomenat "Motor de pistó lliure Pescara".

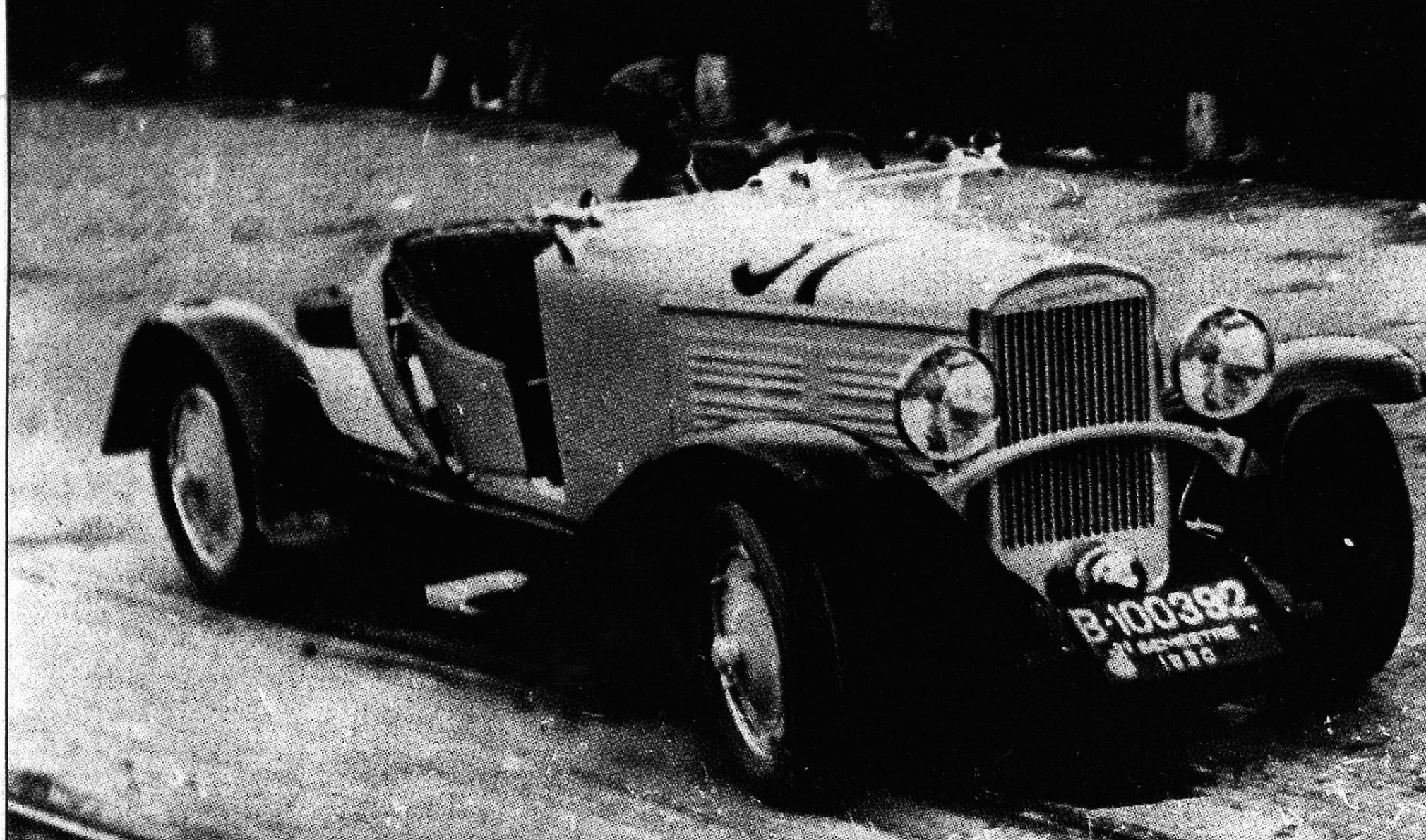
Enrique Pateras amb el Nacional Pescara a la Pujada a la Rabassada de 1930

Un cop instal·lat a Barcelona, Pateras fundà el 1928, juntament amb el seu germà Enrique i l'enginyer italià Edmond Moglia, la Fábrica Nacional de Automóviles. L'empresa comptava amb un capital social de 70 milions de pts (uns 421 mil euros al canvi) i el suport de la Banca Garriga Nogués i del rei d'Espanya Alfons XIII. De seguida, Pateras va fitxar a cop de talonari els tècnics més destacats de l'època, provinents majoritàriament de les fàbriques d'Hispano-Suiza i Elizalde.
L'objectiu inicial de l'empresa era la construcció de quatre diferents xassís, un d'econòmic amb motor de 4 cilindres, un altre de 6 cilindres i dues versions amb motor de 8 cilindres en línia. Començaren pel disseny més sofisticat i el 1929 ja en presentaren el primer prototipus, anomenat Tipo C: es tractava d'un model "torpede" amb motor de 8 cilindres en línia, doble arbre de lleves en cap i 2.960 cc que desenvolupava una potència de 80 CV a 4.200 rpm. La caixa de canvis era de dues marxes: en primera arribava als 65 km/h i en segona, als 125 km/h. Com a característica innovadora, el cotxe muntava nombrosos components fets amb Elektron (material basat en l'aliatge de magnesi i alumini). D'aquest model se'n preparà una versió per a competició que lliurava 100 CV a 4.800 rpm.
Un cop provat a l'autòdrom de Terramar, el primer Nacional Pescara fou inscrit a la Pujada a la Rabassada de 1930, on pilotat per Enrique Pateras guanyà i establí un nou rècord en la categoria Sport. Des d'aquell moment s'inicià una llarga etapa de domini de la marca en la modalitat de muntanya, amb èxits internacionals d'entre els quals destaca la victòria del xilè Juan Zanelli al Campionat d'Europa de 1931. A banda, entre 1934 i 1935 tant Zanelli com Esteve Tort aconseguiren victòries a La Túrbia, Val de Cuech i Kesselberg.
El 1931, l'empresa presentà un segon model de luxe anomenat Tipo P, amb un motor de 10 cilindres i 3.993 cc, alhora que començava a treballar en una versió de competició d'aquest model, el Tipo PSS. Cap d'aquestes dues versions no es va arribar a comercialitzar mai.
La tardor de 2024 el Departament de Cultura de la Generalitat de Catalunya va adquirir en subhasta un exemplar únic de la marca, que es preveu que estigui en exposició al Museu Nacional de la Ciència i de la Tècnica de Terrassa.

## La fi de l'empresa

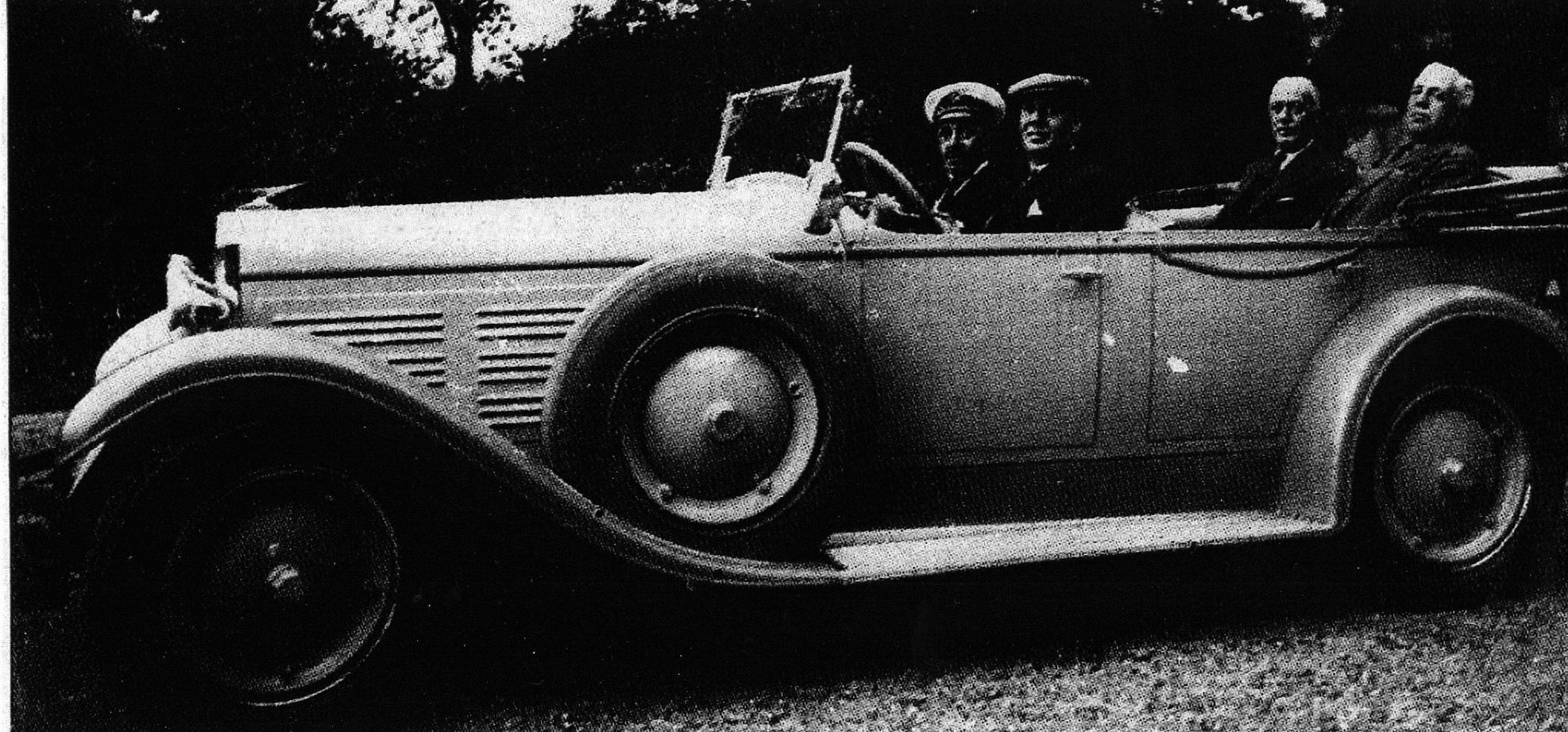
El Marquès de Pateras-Pescara (pilot) i Alfons XIII (copilot) amb un Nacional Pescara el 1930

Amb la proclamació de la República i l'exili del rei Alfons XIII, Nacional Pescara queda molt tocada, especialment per la pèrdua de subvencions provinents de la monarquia, i el 1933 la fàbrica acaba tancant. La societat es va liquidar el 1935 i aquell mateix any, els germans Manuel i Ernest Giró (de la família propietària de l'empresa de cinematografia Orpheo Sincronic) n'adquiriren les antigues instal·lacions del carrer Badal amb la intenció d'endegar-hi un projecte de fabricació de motocicletes. La guerra civil espanyola va estroncar el projecte dels Giró i la fabricació de les primeres motos OSSA hagué d'esperar fins al 1950.
Com a curiositat, cal dir que durant l'exili del rei espanyol Raúl Pateras Pescara se n'anà a Suïssa i hi adquirí tres motors V16 sobrealimentats del fabricant SLM Winterthur, dels quals només en va fer servir un per a instal·lar-lo en un cotxe muntat a París. Aquell darrer "Nacional Pescara" fou portat després a Catalunya, on restà a la fàbrica del carrer Badal fins que aquesta fou destruïda durant la guerra civil espanyola.